# Boer (raza caprina)
Boer (neerlandés boer, "campesino") es una raza caprina originaria de Sudáfrica, que fue creada principalmente para la producción de carne. Fue creada a fines del siglo XIX por la cruza de las cabras nubias locales con cabras europeas.

## Historia
El desarrollo de la raza bóer se debió a que se necesitaba un animal fuerte que soportara los climas y temperaturas más severos, donde los ambientes son extremosos y áridos, por ello se logró un gran animal. Esta raza se cree que está relacionada con caprinos nativos que eran cuidados por las tribus hotentotes y tribus migratorias bantús de Sudáfrica. El nombre emana de la palabra holandesa bóer que significa 'campesino', se cree que los llamaban así porque tenían que diferenciar los chivos de casa de los chivos importados, todo esto fue en el sigo XIX. También es conocida como afrikánder. En la actualidad los podemos encontrar en Canadá, Estados Unidos, México, Uruguay, Argentina y Brasil.

## Características
Los caprinos bóer principalmente se caracterizan por tener una gran capacidad para producir carne de excelente calidad, misma que cumple con altas exigencias comerciales capaces de abastecer el negocio agropecuario. Sus características físicas son: cabeza marrón y cuerpo blanco, cuernos redondos, orejas largas y pelo corto y fino, de conformación robusta y musculosa que se gana en poco tiempo. Las hembras adultas pueden llegar a pesar entre 90 y 102 kg y medir entre 90 cm y 1 m. El macho puede llegar a medir entre los 1 m y 1,30 m, además de tener un peso que varía entre los 113 y 136 kg. Con un buen manejo se pueden obtener ganancias de 150 a 200 g diarios. La hembra posee una larga vida productiva, capaz de obtener tres partos en dos años y en cada parto se puede obtener entre dos y tres crías. Posee gran facilidad de parto, su periodo de gestación es de cinco meses, además es buena productora de leche lo que hace posible que las crías logren tener un peso de 15 kg aproximadamente en sesenta días. Son una raza de rumiantes de fácil adaptación aunque prefieren los climas cálidos y secos semidesérticos, es así como podemos encontrar una gran cantidad en el norte de México, en los estados de Chihuahua, Sonora, Tamaulipas, etc. También se pueden encontrar en otros estados mexicanos como Querétaro, Jalisco y Puebla. La raza posee una cualidad más: es muy resistente a enfermedades y poco susceptible a contaminarse con parásitos debido a que su hábito de pastoreo abarca gran diversidad de especies de plantas. Es así como el chivo bóer come todo lo que encuentra a su alrededor aunque se alimenta más de maleza y arbustos, ayudando a limpiar terrenos con hierbas.

## Características de un semental

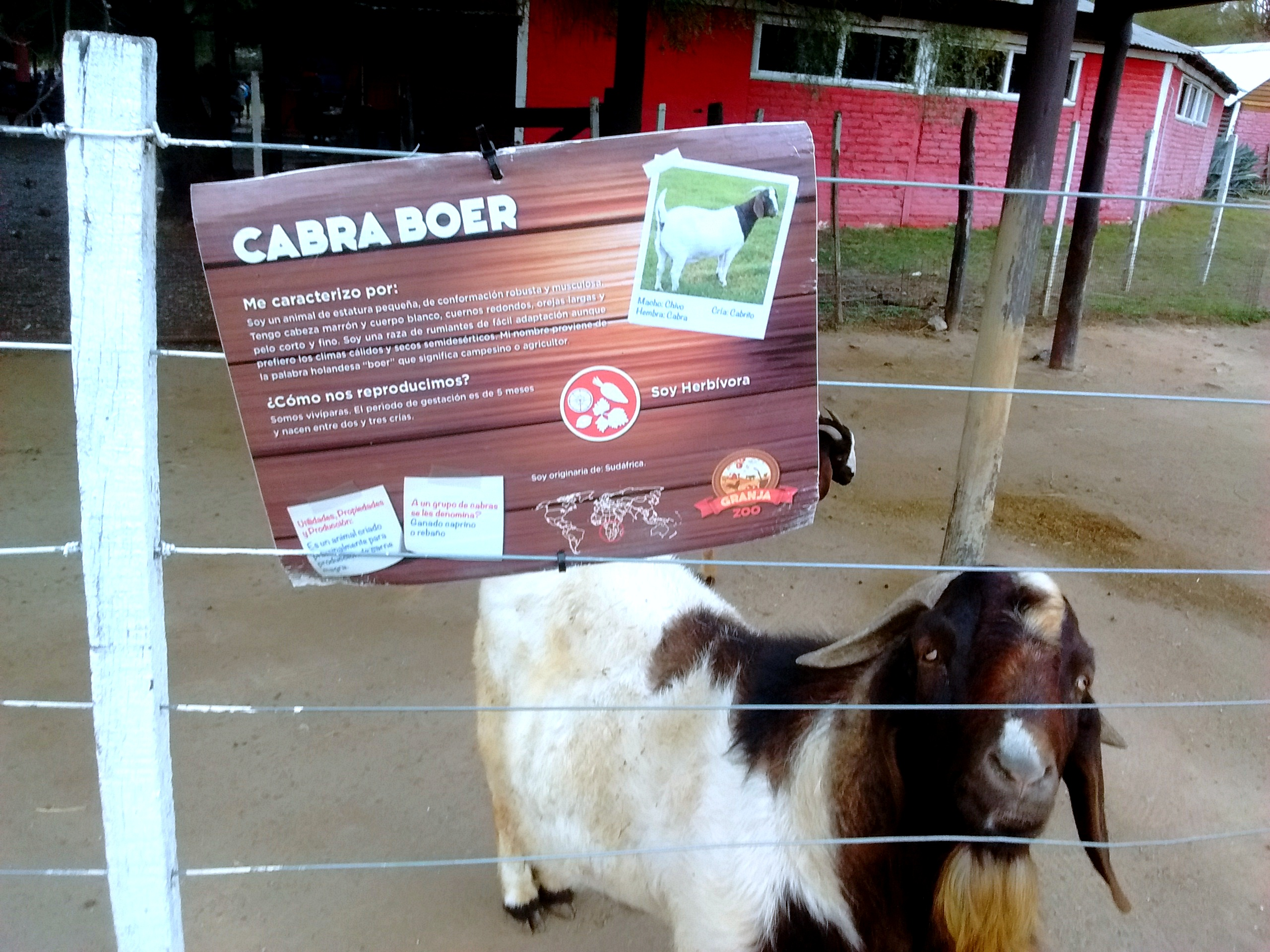
Ejemplar en el zoológico de Córdoba

Tamaño: el semental debe ser grande y pesado con un buen desarrollo corporal, con buena capacidad abdominal y con extremidades prominentes, el tórax debe ser largo, ancho y profundo, con costillas bien arqueadas, el lomo musculoso y la columna recta. Se recomiendan los sementales con buena estatura. Debe contar con testículos bien formados y ambos del mismo tamaño en un solo escroto. Las pezuñas son muy oscuras y cortas
Cabeza y cuello: la cabeza es muy sobresaliente en el semental ya que es de color marrón, tiene ojos cafés y fosas nasales anchas y curvas, posee una mandíbula fuerte y alineada, la frente es ancha, empieza desde el lugar donde se encuentran los cuernos que son muy fuertes, redondos y muy oscuros, tienen orejas largas y lisas. El cuello debe ser corto pero proporcional al cuerpo, el cuello también es color marrón, es fuerte para cualquier hazaña que le pueda presentar.

## Su reproducción

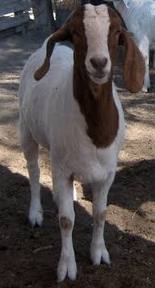
Cabra raza Bóer.

El semental macho debe estar en buena forma, pues solo así llevará a cabo sus funciones correctamente, ya que si por el contrario el semental es demasiado gordo impedirá que realice un buen trabajo, debido a que el exceso de grasa alrededor del escroto puede aislar los testículos y causar daño a los espermatozoides por el calor. A la raza bóer la pubertad se le presenta entre los seis y siete meses de edad en la hembra, a esa edad ya puede empezar su vida de reproducción y entre los siete y ocho meses de edad al macho. La hembra de la raza bóer es poliéstrica estacional, esto es ocasionado principalmente por el fotoperiodo. La época reproductiva de esta cabra se inicia después del solsticio del verano, teniendo un pico de actividad sexual en otoño. Durante esos meses las cabras tienen su mayor actividad sexual. La bóer también es prolífera, es así como se puede reproducir en varias ocasiones al año. La tasa de natalidad es alta ya que se pueden lograr tener hasta tres crías en el primer parto. El peso promedio de las crías al nacer es de 3,6 kg en hembra y de 3,9 kg en macho.
La cabra bóer es muy protectora, realizando muy bien la función de madre, con una buena alimentación tendrá suficiente leche para amamantar a sus crías, no necesitan mucha atención, ya que como se había dicho se buscaba que fueran animales resistentes, aptos para cualquier circunstancia o hábitat. Se recomienda que el primer parto sí sea bajo supervisión. En caso de que la cabra tenga reacciones anormales después de la parición es preferible no conservarla. Al momento de exponer la hembra bóer al macho preferentemente inyectar desparasitante con dos o tres días de anticipación para la cruza, una vez que han quedado preñadas y el parto esté en su tercer mes, aplicar selenio, así el embarazo será completo y las crías nacerán saludables y fuertes. La finalidad de las cabras puras es de pie de cría, para la cruza con la raza bóer las cabras más comunes son angora y nubian ya que hacen más predominantes las características físicas y aumentan el peso y la carne.

## Mestizaje
Pureza ½  sangre: (la cruza es de macho pura sangre con hembra de raza diferente). Ejemplo: Cruce de sementales Cárnicos de Raza Boer con Cabras de Raza Murciano Granadina de Aptitud lechera.
Pureza ¾ sangre: (la cruza es de macho pura sangre con hembra de pureza ½ ).
Pureza 7/8 boer blood: (la cruza es de macho pura sangre con hembra de pureza ¾ ).
Pureza 15/16 boer blood: (la cruza es de macho pura sangre con hembra pureza 7/8). 
Pureza 31/32 boer blood: (la cruza es de macho pura sangre con hembra pureza 15/16).
Full blood o pura sangre: (la cruza es de macho pura sangre con hembra de la misma calidad).

## Carne
La carne de caprinos bóer es magra, es decir tiene una poca grasa subcutánea, intermuscular e intramuscular. La carne no se encuentra marmoleada y eso hace posible su fácil extracción. Personas con problemas digestivos y dieta cuidadosa pueden consumir la carne, ya que presenta un alto valor nutrimental rico en proteínas, vitaminas y minerales, aporta al organismo las mismas calorías que el pescado o el pollo, también tiene buen apariencia y textura, es fácil de digerir y de sabor espectacular. Se sabe que el 63% de la carne roja consumida en el mundo es de cabra, debido a que extremadamente sabrosa, atractiva y que cumple con los paladares más estrictos.